# 11604 Novigrad
11604 Novigrad è un asteroide della fascia principale. Scoperto nel 1995, presenta un'orbita caratterizzata da un semiasse maggiore pari a 2,9844334 UA e da un'eccentricità di 0,0146814, inclinata di 8,51613° rispetto all'eclittica.
L'asteroide è dedicato all'omonima città croata il cui esonimo in italiano è Cittanova.